# Einstürzende Neubauten
Einstürzende Neubauten ( pronunție în germană [ˈaɪnˌʃtʏɐtsəndə ˈnɔʏˌbaʊtən] , „Dărmând noi clădiri”) este un grup de muzică experimentală germană, format inițial în Berlinul de Vest în 1980. Grupul este format în prezent din Blixa Bargeld (voce, chitară, claviatură), Alexander Hacke (bas, voce), NU Unruh (instrumente personalizate, percuție, voce), Jochen Arbeit (chitară, voce) și Rudolf Moser (instrumente personalizate, percuție, voce). 
Una dintre mărcile lor comerciale este utilizarea instrumentelor construite la comandă (realizate cu precădere din fier vechi și materiale de construcție) și a zgomotului, alături de instrumentele muzicale standard. Albumele lor de început au fost extrem de dure. Înregistrările ulterioare au adus un sunet ceva mai convențional, conținând totuși multe elemente neobișnuite. 

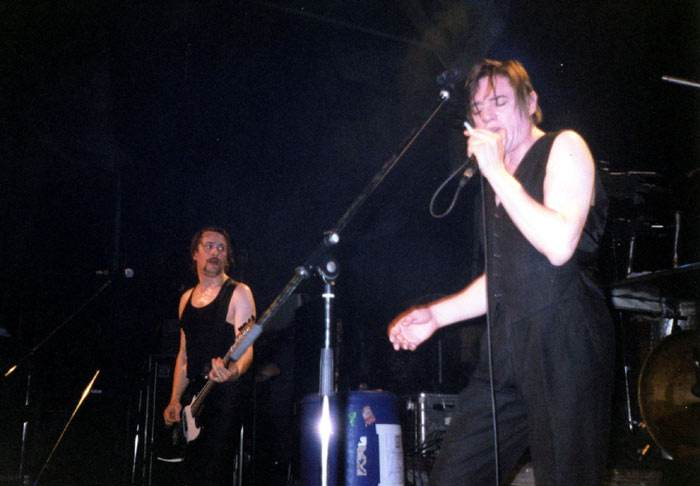
În direct la „Tollhaus” din Karlsruhe, mai 2000: Alexander Hacke (stânga) și Blixa Bargeld (dreapta)

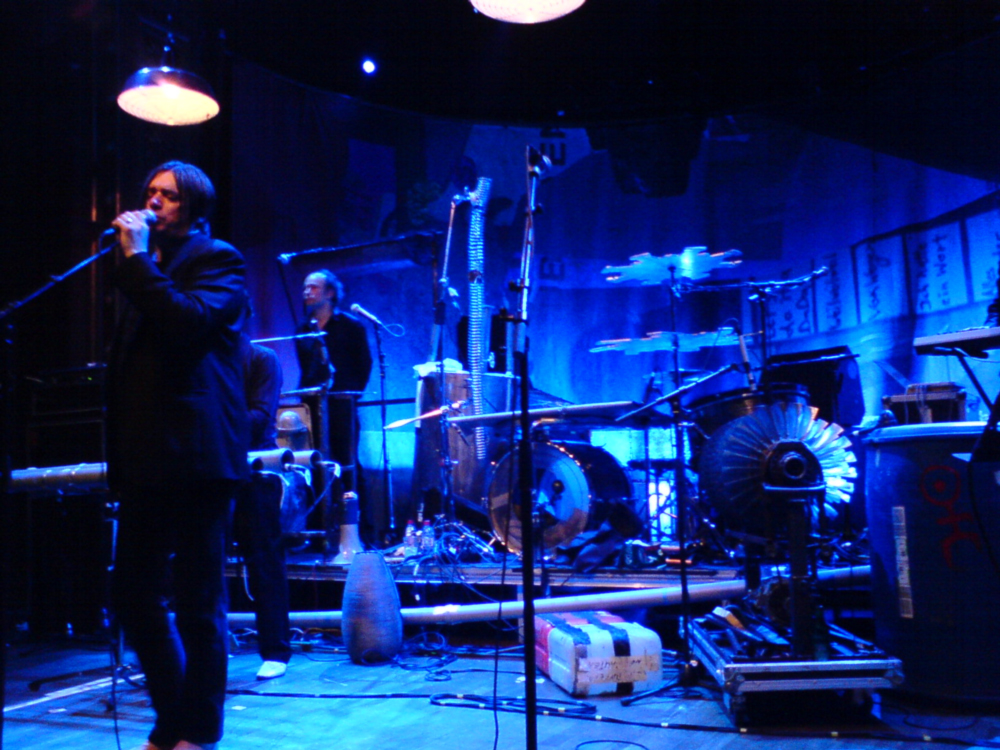
În direct la „Berns” (Stockholm) aprilie 2008: Blixa Bargeld (stânga) și NU Unruh (centru stânga)

## Membri
- Blixa Bargeld: voce, chitară, clape (nume real: Christian Emmerich, din 1980)
- NU Unruh: instrumente speciale, percuție, voce (nume real: Andrew Chudy, din 1980)
- Alexander Hacke: bas, chitară, voce (cunoscut și sub numele de Alexander von Borsig, din 1981)
- Jochen Arbeit: chitară, voce (din 1997)
- Rudolf Moser: instrumente speciale, percuție, voce (din 1997)

### Alt personal
- Ash Wednesday (membru în turnee, din 1997)
- Boris Wilsdorf - inginer de sunet
- Erin Zhu - producător executiv, webmaster al neubauten.org și soția lui Blixa Bargeld[1]
- Ari Benjamin Meyers - colaborator frecvent
- Danielle de Picciotto

### Membri anteriori
- Beate Bartel: bas (membru original, în trupă doar pentru o perioadă scurtă de timp în 1980)
- Gudrun Gut: clape (membru original, în trupă doar pentru o perioadă scurtă de timp în 1980)
- Mark Chung: bas, voce (1981–1994)
- Roland Wolf: clape, bas (înlocuit Mark Chung în 1995, a murit într-un accident de mașină la scurt timp după aceea)
- FM Einheit: percuție, voce (nume real: Frank Martin Strauß, 1981–1995)

## Discografie

### Casetă
- Stahlmusik (1980)

### Albume de studio
- Kollaps (1981)
- Zeichnungen des Patienten OT (1983)
- Halber Mensch (1985)
- Fünf auf der nach oben offenen Richterskala (1987)
- Haus der Lüge (1989)
- Tabula Rasa (1993)
- Ende Neu (1996)
- Silence Is Sexy (2000)
- Perpetuum Mobile (2004)
- Alles Wieder Offen (2007)
- Lament (2014)
- Alles in Allem (2020)
- Rampen: apm (alien pop music) (2024)

### EP-uri
- Thirsty Animal, (Einstürzende Neubauten & Lydia Lunch), 1982
- Interim (1993)
- Malediction (1993)
- Total Eclipse of the Sun (1999)

### Coloane sonore
- Die Hamletmaschine (1991)
- Faustmusik (1996)
- Berlin Babylon (film documentar, 2001)

### Single
- „Für den Untergang” (1980)
- „Kalte Sterne” (1981)
- „Animalul însetat” (1982) (cu Lydia Lunch & Rowland S. Howard )
- „Yü-Gung” (1985)
- „Das Schaben” (1985)
- "Feurio!" (1989) (disc de 3 inci)
- "Nag Nag Nag / Wüste" (1993) (disc disponibil doar cu cartea Einstürzende Neubauten )
- „Stella Maris” (1996)
- "NNNAAAMMM - Remixes by Darkus" (1997)
- "Eclipsa totală a soarelui" (2000)
- „Perpetuum Mobile” (2004) (versiune doar pentru descărcare)
- „Weil Weil Weil” (2007) (versiune doar pentru descărcare)

### Colecții
- Stahldubversions (1982)
- Strategies Against Architecture 80-83 (1984)
- Tri-Set (1994)
- Ende Neu Remixes (1997)
- Strategies Against Architecture II  (1991)
- Strategies Against Architecture III  (2001)
- Kalte Sterne - înregistrări de început (2004)
- Strategies Against Architecture IV (2010)
- Greatest Hits (2016)

### Albume live
- 1981/1982 Livematerial (1982)
- 2X4 (1984) (album live)
- 09-15-2000, Bruxelles (2001)
- Gemeni (2003)
- Perpetuum Mobile Tour (2004)
- 04-01-2004, Amsterdam (2004)
- 29-10-2004, Reggio Emilia (2004)
- Turul aniversarilor 25 (2005)
- 04-07-2005, Bruxelles (2005)
- 22-04-2007, Hanovra (2007)
- 24-04-2007, Londra (2007)
- Palast der Republik (2007)

### Neubauten.org – proiect suport
- Supporter Album No. 1 (2003)
- Airplane Miniatures (2003)
- Grundstück (2005)
- Alles was irgendwie nützt (2006)
- Jewels (2006–2007)
- Grundstück (2018)

### Seria Musterhaus
- Anarchitektur (2005)
- Ungher publicher Laerm (2005)
- Solo Bassfeder (2005)
- Redux Orchestra versus Einstürzende Neubauten (2006)
- Kassetten (2006)
- Klaviermusik (2006)
- Stimmen Reste (2006)
- Weingeister (2007)

### Apariții
- Hardware (film) (1990)
- Heat (coloana sonoră) (1995)
- Insula Dr. Moreau (film din 1996)
- Viața lui David Gale (coloana sonoră) (2002)
- Colecționarul (coloană sonoră) (2009)

### Videoclipuri
- Halber Mensch (1985)
- Liebeslieder (1993)
- Stella Maris (1996)
- 20th anniversary concert (2000)
- Listen With Pain: 20 Years of Einstürzende Neubauten  (2000)
- On Tour With Neubauten.org (2004)
- DVD Grundstück (2005)
- DVD Palast der Republik (2006)
- Elektrokohle (Von Wegen) (2009)